# (38) Leda
(38) Leda és un asteroide gran i fosc del cinturó d'asteroides. Fou descobert per J. Chacornac (1823-1873) el 12 de gener del 1856 des de París. Fou anomenat Leda, com la mare d'Helena de Troia a la mitologia grega. Leda és també el nom d'un satèl·lit del planeta Júpiter, descobert per Charles Kowall el 1974, conegut també com a Júpiter XIII.